# Rarezas (álbum de Revólver)
Rarezas es un álbum recopilatorio del grupo español de rock Revólver, publicado por Warner Music en julio de 2002.
Editado con motivo del vigésimo aniversario de la trayectoria musical de Carlos Goñi y de la formación de Revólver, el álbum contiene grabaciones en directo, tomas descartadas de diferentes sesiones de grabación y canciones inéditas. Las canciones de Rarezas fueron publicadas previa y paralelamente como temas extra en las reediciones de los discos de estudio de Revólver, desde su álbum homónimo de 1990 hasta Sur (2000).

## Lista de canciones
Todas las canciones escritas y compuestas por Carlos Goñi excepto donde se anota. 
| N.º | Título                                                                                             | Duración |  |
| 1.  | «Fuera de lugar» (Directo en Leganés, Madrid, 10 de agosto de 2001)                                | 5:35     |  |
| 2.  | «Dos por dos» (Sesiones de grabación de Revólver)                                                  | 3:59     |  |
| 3.  | «Como único equipaje» (Descarte del álbum Revólver)                                                | 4:14     |  |
| 4.  | «Días de vino y rosas» (Directo en Valdemoro)                                                      | 4:09     |  |
| 5.  | «Si no hubiera que correr» (Directo en Guadalajara, 12 de septiembre de 1995)                      | 7:18     |  |
| 6.  | «Tu canción» (Directo en San Lorenzo de El Escorial, Madrid, 11 de agosto de 2001)                 | 2:53     |  |
| 7.  | «Eldorado» (Directo en Oviedo, Asturias)                                                           | 8:11     |  |
| 8.  | «No va más» (Directo en San Lorenzo de El Escorial, Madrid, 11 de agosto de 2001)                  | 5:33     |  |
| 9.  | «Twist and Shout»/«La bamba» (Directo en Valencia, 12 de julio de 1995)                            | 7:17     |  |
| 10. | «Es lo que es, hay lo que hay» (Demo del álbum Calle Mayor)                                        | 5:12     |  |
| 11. | «Me vuelvo loco» (Directo en Oviedo, Asturias)                                                     | 5:03     |  |
| 12. | «Mi segundo amor» (Dúo con Chavela Vargas)                                                         | 3:14     |  |
| 13. | «Pongamos que hablo de Madrid» (Directo en Leganés, Madrid, 10 de agosto de 2001)                  | 3:20     |  |
| 14. | «Quiero beber hasta perder el control» (Directo en Leganés, Madrid, 10 de agosto de 2001)          | 4:05     |  |
| 15. | «El aire sabe a veneno»/«Guantanamera» (Directo en El Palenque, Sevilla, 15 de septiembre de 2001) | 8:27     |  |